# 다나가와정
다나가와정(일본어: 多奈川町)은 일본 오사카부 센난군에 설치되었던 정이다. 현재의 미사키정 서부에 해당한다.